# Athous vicinus
Athous vicinus é uma espécie de insetos coleópteros polífagos pertencente à família Elateridae.
A autoridade científica da espécie é Desbrochers des Loges, tendo sido descrita no ano de 1873.
Trata-se de uma espécie presente no território português.